# خوان خوسيه أوميلا
خوان خوسيه أوميلا (بالإسبانية: Juan José Omella) من مواليد 21 أبريل 1946 هو أسقف إسباني للكنيسة الرومانية الكاثوليكية. يشغل منصب رئيس أساقفة برشلونة منذ تنصيبه في 26 ديسمبر 2015, وبصفته كاردينالًا منذ 28 يونيو 2017. كان رئيسًا لمؤتمر الأساقفة في إسبانيا من عام 2020 إلى عام 2024. شغل سابقًا منصب الأسقف المساعد لسرقسطة (1996-1999) وأسقف بارباسترو-مونزون (1999-2004) وكالاهورا إي لا كالزادا-لوغرونيو (2004-2015). وهو عضو في مجلس الكرادلة ‏.

## سيرة
وُلِد أوميلا في بلدية كريتاس، أراغون. ولا تزال إحدى أخواته تعيش هناك, في حين توفيت الأخرى في سن مبكرة.
أقنعه كاهن القرية بالدخول إلى مدرسة سرقسطة اللاهوتية . ودرس أيضًا في مراكز التعليم التابعة للمبشرين في لوفين والقدس . في 20 سبتمبر 1970 تمت رسامته كاهنًا. ثم عمل في الكنيسة في سرقسطة وفي زائير.
عينه البابا يوحنا بولس الثاني أسقفًا مساعدًا لسرقسطة في 15 يوليو 1996 وتم تكريسه أسقفًا في 22 سبتمبر من قبل إلياس يانيس ألفاريزعينه يوحنا بولس الثاني أسقفًا على بارباسترو مونزون في عام 1999. شغل منصب التدبير الرسولي في هويسكا وخاكا من عام 2001 إلى عام 2003. في عام 2004 تم تعيينه أسقف كالاهورا ولا كالزادا لوغرونيو ., رئيس أساقفة سرقسطة.
كان عضوًا في لجنة الخدمة الاجتماعية في مؤتمر الأساقفة الإسباني ‏ منذ عام 1996 ورئيسًا لتلك اللجنة من عام 2002 إلى عام 2008 ومن عام 2014 إلى عام 2017.  في 6 نوفمبر 2014, عيّنه البابا فرانسيس عضوًا في مجمع الأساقفة. وفقًا لصحيفة El Periodico, خطط أوميلا للتقاعد المبكر في نوفمبر 2014 لمانويل أورينيا باستور ‏ بصفته رئيس أساقفة سرقسطة, والذي ذكرت الصحافة المحلية لاحقًا أنه أساء التعامل مع تهمة التحرش ضد أحد كهنة.
في 6 نوفمبر 2015, عيّن البابا فرانسيس أوميلا رئيسًا لأساقفة برشلونة. تم تنصيبه هناك في 26 ديسمبر.
في 7 مارس 2023, عيّنه البابا فرانسيس في مجلس المستشارين الكرادلة ‏.